# Severiano Pavón
Daniel Severiano Pavón Bastiani (nacido el 21 de febrero de 1955 en La Escondida, Chaco, Argentina) es un ex-futbolista argentino. Jugaba de delantero y su primer club fue Almirante Brown. Actualmente director técnico del Club Social Cultural y Deportivo Makalle

## Carrera
Comenzó su carrera en 1973 jugando para Almirante Brown. En 1974 pasó a Platense. Jugó para el club hasta 1976. En 1977 pasó a Boca Juniors, jugando para el equipo xeneize hasta 1978. Ese año se trasladó a España para formar parte del plantel de RCD Espanyol, jugando en el equipo catalán hasta el año 1979. Ese año se transforma en el nuevo refuerzo de AD Almería, manteniéndose firme en el equipo hasta 1980. Ese año, Severiano regresó a la Argentina para formar parte de las filas de Quilmes AC. Juega para el equipo cervecero hasta 1981. En 1982 se fue a Ecuador para formar parte del LDU Quito. Ese año regresó a la Argentina para formar parte nuevamente del plantel de Quilmes AC. En 1984 forma parte del plantel de Racing Club, manteniéndose en el equipo albiceleste hasta 1985. Ese año se fue a Paraguay para lucir los colores de la camiseta de Cerro Porteño. En 1986 pasó a CA Tigre. Ese año regresó nuevamente a Racing Club, en donde se mantuvo hasta el año 1987. Ese año se confirma su traspaso a Deportivo Mandiyú de Corrientes, en donde se retiró definitivamente del fútbol profesional argentino.

## Clubes
| Club              | País      | Año       |
| ----------------- | --------- | --------- |
| Almirante Brown   | Argentina | 1973      |
| Platense          | Argentina | 1974-1976 |
| Boca Juniors      | Argentina | 1977-1978 |
| RCD Espanyol      | España    | 1978-1979 |
| AD Almería        | España    | 1979-1980 |
| Quilmes AC        | Argentina | 1980-1981 |
| LDU Quito         | Ecuador   | 1982      |
| Quilmes AC        | Argentina | 1982      |
| Racing Club       | Argentina | 1984-1985 |
| Cerro Porteño     | Paraguay  | 1985      |
| Tigre             | Argentina | 1986      |
| Racing Club       | Argentina | 1986-1987 |
| Deportivo Mandiyú | Argentina | 1987      |

## Palmarés

### Campeonatos internacionales
| Título                | Club (*)     | Sede final | Año  |
| --------------------- | ------------ | ---------- | ---- |
| Copa Libertadores     | Boca Juniors | Montevideo | 1977 |
| Copa Intercontinental | Boca Juniors | Karlsruhe  | 1977 |